# Villa Giulia (San Giorgio a Cremano)

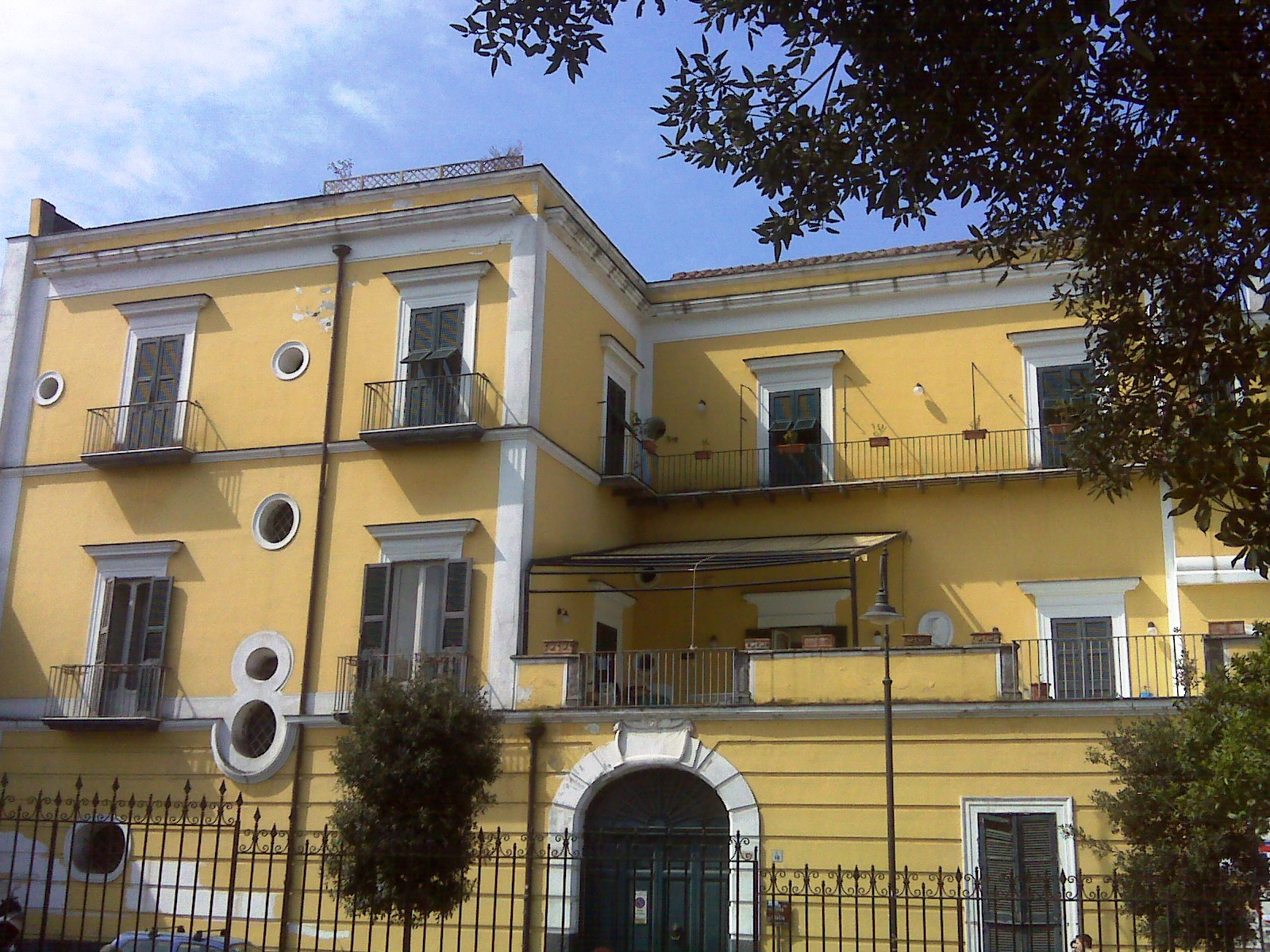
Villa Giulia in San Giorgio a Cremano

Die Villa Giulia ist ein Landhaus aus dem 18. Jahrhundert in San Giorgio a Cremano in der italienischen Region Kampanien. Es liegt im Gebiet der Miglio d’oro, in der Via Cavalli di Bronzo, 16.

## Geschichte
Die Angaben über die ursprünglichen Eigentümer sind sehr fragmentarisch. Einigen Quellen zufolge (z. B. bei Gleijeses) gehörte die Villa einst zum Komplex der Villa Vanucchi und gehörte somit der gleichnamigen Adelsfamilie.

## Beschreibung
Das Gebäude hat einen L-förmigen Grundriss und eine alte Treppe aus dem 18. Jahrhundert wertvoller Machart.
Der Garten ist weitläufig und laut Pane gab es in seinem Zentrum eine Pergola, hinter der gegen Mitte des 19. Jahrhunderts eine klassizistische Statue aufgestellt wurde.